# Pantydia
Pantydia is een geslacht van vlinders van de familie spinneruilen (Erebidae), uit de onderfamilie Calpinae.

## Soorten
- P. andersoni (Felder & Rogenhofer, 1874)
- P. bicolora Bethune-Baker, 1906
- P. capistrata Lucas, 1894
- P. diemeni Guenée, 1852
- P. discisigna Hampson, 1894
- P. dochmosticta Turner, 1933
- P. dufayi Laporte, 1975
- P. klosii Rothschild, 1916
- P. metaphaea Hampson, 1912
- P. metaspila Walker, 1857
- P. scissa (Walker, 1865)
- P. sparsa Guenée, 1852